# Huttkay Lipót
Huttkay Lipót (Pest, 1868. december 1. – Budapest, Ferencváros, 1936. október 16.) egri egyházmegyei áldozópap, jogakadémiai tanár.

## Életútja
Huttkay Sándor és Némedy Jozefa fia. középiskoláit Kassán, Szombathelyen és Egerben végezte, 1886-ban egri papnövendék lett és 1892-ben IV. éves hittanhallgató és a növendékpapok magyar egyházirodalmi iskolájának elnöke volt. 1892-ben fölszenteltetett. Előbb Keresztespüspökin volt káplán, 1894-ben Miskolcon, 1895-99-ben Egerben hitoktató és az érseki líceum hitszónoka, a jogakadémia rendkívüli, majd 1902-től rendes tanára. 1914. január 19-én nyugdíjba vonult, s ezután Budapestre költözött. 1915-ben a Szent István Akadémia II. oszt. alapító tagja. 1919-ben kilépett a rendből és az egyházat is otthagyt. 1922. február 27-én a SZIA  megszüntette tagságát. 
Cikkei a Kun-Szentmárton és Vidékében (1889. Az egyház és állam); a Szépirodalmi Kertben (1889. elbeszélés); az Irodalmi Szemlében (1890. Faludi vallásos énekei, 1893. A jelzőről); az Egri Egyházm. Közlönyben (1891. Káldi György élete, biblia fordítása, szónoki művei, A keresztény szeretet); a Kath. Szemlében (1898. Mindszenty költészete); a Képes Családi Lapokban (1894. elbeszélés.). 1920. június 20-tól december 25-ig Budapesten Az Invalidus c. hadirokkant hetilap felelős szerkesztője és kiadója volt.
Álneve és betűjegye: H.L. (egri Irod. Szle, 1890); Lantos (Borsodm. Lapok, 1897-1902). 

## Munkái
- Köny és mosoly. Rajzok, elbeszélések. Miskolcz, 1894. (Ism. Irod. Szemle, Kath. Szemle és Vasárnapi Ujság 27. sz.)
- Pázmány Péter m. irod. szempontból. Eger, 1897.
- Samassa, a politikus. Uo., 1898.
- A nő társadalmunkban és az örök ember. Uo., 1899.
- Sankovics Ignác teol. tanár emlékezete. Uo., 1904.
- Mikes Kelemen törökországi levelei. Kiad. Uo., 1905.
- Oltárbeszéd. Uo., 1907.
- A szellem egyéniségéről példában. Uo., 1908.
- Tárkányi élete, kisebb művei és Bibliaford-ai. Uo., 1909.
- Tisza István. Bp., 1915.
- Napoleon Bonaparte emlékiratai. S.a.r. Uo., 1915.
- Festrede... Ünnepi beszéd. Uo., 1916.
- Közjogi botrányok. Uo., 1919.